# Henry Gerlach
Henry Gerlach es un deportista de la RDA que compitió en bobsleigh en la modalidad cuádruple.
Ganó dos medallas en el Campeonato Mundial de Bobsleigh, oro en 1981 y bronce en 1983, y una medalla de oro en el Campeonato Europeo de Bobsleigh de 1981.

## Palmarés internacional
| Campeonato Mundial | Campeonato Mundial           | Campeonato Mundial | Campeonato Mundial |
| Año                | Lugar                        | Medalla            | Prueba             |
| ------------------ | ---------------------------- | ------------------ | ------------------ |
| 1981               | Cortina d'Ampezzo (Italia)   | Medalla de oro     | Cuádruple          |
| 1983               | Lake Placid (Estados Unidos) | Medalla de bronce  | Cuádruple          |
| Campeonato Europeo |                              |                    |                    |
| Año                | Lugar                        | Medalla            | Prueba             |
| 1981               | Igls (Austria)               | Medalla de oro     | Cuádruple          |